# Augacephalus junodi
Augacephalus junodi é uma espécie de aranha pertencente à família Theraphosidae. Pode ser encontrada na África do Sul.